# Peter Young
Peter Young (...) è uno scenografo britannico, vincitore di due Oscar alla migliore scenografia per Batman (1989) e Il mistero di Sleepy Hollow (1999).

## Filmografia parziale
- Superman II, regia di Richard Lester (1980)
- Priest of Love, regia di Christopher Miles (1981)
- Dark Crystal (The Dark Crystal), regia di Frank Oz e Jim Henson (1982)
- Superman III, regia di Richard Lester (1983)
- Electric Dreams, regia di Steve Barron (1984)
- Club Paradise, regia di Harold Ramis (1986)
- Batman, regia di Tim Burton (1989)
- Ispettore Morse (Inspector Morse) - serie TV, 5 episodi 1990-1993)
- Robin Hood - Principe dei ladri (Robin Hood: Prince of Thieves), regia di Kevin Reynolds (1991)
- Dredd - La legge sono io (Judge Dredd), regia di Danny Cannon (1995)
- Il Santo (The Saint), regia di Phillip Noyce (1997)
- Il domani non muore mai (Tomorrow Never Dies), regia di Roger Spottiswoode (1997)
- Il mistero di Sleepy Hollow (Sleepy Hollow), regia di Tim Burton (1999)
- La mummia - Il ritorno (The Mummy Returns), regia di Stephen Sommers (2001)
- Jack e il fagiolo magico (Jack and the Beanstalk: The Real Story) - serie TV, 2 episodi (2001)
- 2 cavalieri a Londra (Shanghai Knights), regia di David Dobkin (2003)
- Troy, regia di Wolfgang Petersen (2004)
- La fabbrica di cioccolato (Charlie and the Chocolate Factory), regia di Tim Burton (2005)
- Stardust, regia di Matthew Vaughn (2007)